# Gotthard Kettler

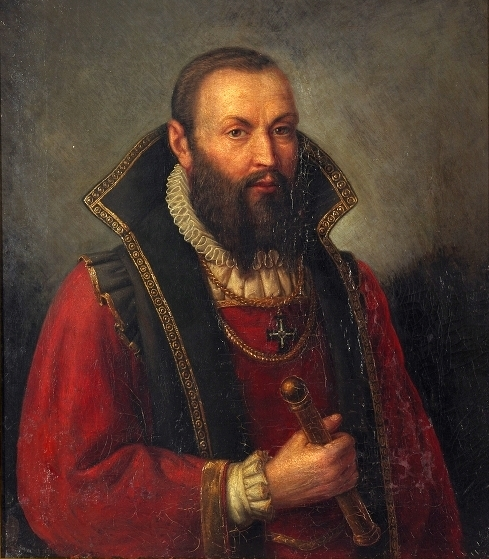
Gotthard Kettler

Gotthard Kettler, auch Ketteler (* 1517 möglicherweise auf Schloss Eggeringhausen bei Mellrich, Westfalen; † 17. Mai 1587 in Mitau, Herzogtum Kurland und Semgallen, heute Lettland) war ab 1559 der letzte Landmeister des Deutschen Ordens in Livland und ab 1561 erster Herzog von Kurland und Semgallen.

## Leben
Sein Vater gleichen Namens entstammte dem westfälischen Adelsgeschlecht Kettler zu Neu-Assen und Hovestadt, seine Mutter war eine geborene von Nesselrode.
Mit zwanzig Jahren schloss Kettler sich dem Deutschen Orden an. 1551 wurde er dessen Schaffner (Vermögensverwalter) und schloss sich der lutherischen Lehre an. 1554 wurde er Komtur von Dünaburg, 1557 von Fellin. Während des Livländischen Krieges wurde er zum Koadjutor des Landmeisters Johann Wilhelm von Fürstenberg gewählt. Im Streit, welches Bündnis der Rettung des Ordens förderlicher wäre, drängte er Fürstenberg, der am Bündnis mit Schweden festhalten wollte, zur Abdankung und wurde selber Landmeister. Im selben Jahr verhandelte er mit dem polnischen König Sigismund II. August in Krakau einen Bündnisvertrag, wonach Polen gegen Gebietsabtretungen an der Düna und Verpfändungen bedeutender Ordensschlösser den Schutz des Ordens gegen Russland übernehmen sollte. Trotzdem verlor der Orden große Teile seines Landbesitzes und seiner Truppen 1560 an Ivan den Schrecklichen. Auch Fürstenberg geriet in russische Gefangenschaft. Der Ordensstaat brach zusammen und wurde am 5. März 1562 aufgelöst.
Nach der Teilung Livlands wurde Kettler am 28. November 1561 von Polen in der Union von Wilna mit dem zum Herzogtum erhobenen Kurland und Semgallen belehnt. Am selben Tag, an dem er sein Amt als Landmeister des Deutschen Ordens niederlegte, leistete er den Lehnseid. Er erhielt als Residenz Mitau und musste zulassen, dass die ehemaligen Vasallen des Ordens erheblichen Machtzuwachs als mitregierende Stände erhielten. Anfangs residierte Kettler zumeist in Riga, da König Sigismund August ihn bis 1566 auch mit dem Amt des Statthalters im überdünischen Livland, also im größeren, auf dem rechten Ufer der Düna liegenden Teil Livlands, betraute.
Als polnischer Vasall besaß Livland zwar einen gewissen Schutz, stellte jedoch ein verhältnismäßig schwaches Objekt der Begierden der Großmächte dar. In den folgenden Jahren kämpfte Kettler erfolgreich für die Eigenständigkeit, aber vergeblich für eine Vergrößerung seines winzigen Reichs. Dieses organisierte er nach Vorbild Preußens und stellte deutsche Juristen als Verwaltungsbeamte ein. 1570 führte er die Reformation durch. Er förderte den Bau von Kirchen und den Druck eines lettischen gottesdienstlichen Handbuchs und holte zahlreiche lutherische Prediger ins Land. Auch das Schulwesen und die Armenversorgung baute er aus.
Gotthard Kettler starb am 17. Mai 1587 in Mitau. Seine Nachkommen herrschten bis 1737 in Kurland.

## Ehe und Nachkommen
Kettler war seit dem 11. März 1566 mit Anna, Tochter Herzogs Albrecht VII. von Mecklenburg, verheiratet. Mit ihr hatte er sieben Kinder, von denen drei früh verstarben. Seine Söhne Friedrich Kettler und Wilhelm Kettler traten seine Nachfolge als Herzöge an. Die Tochter Anna Kettler heiratete den litauischen Fürsten Albrecht Radziwiłł, den Sohn von Mikołaj Radziwiłł Czarny, die Tochter Elisabeth Kettler heiratete den Herzog Adam Wenzel von Teschen.